# Chow Tai Fook
Le groupe Chow Tai Fook (chinois 周大福, « Grande bénédiction de la semaine ») est un conglomérat privé basé à Hong Kong spécialisé dans le luxe et notamment la bijouterie et les montres. Surtout présent en Chine, il fait partie depuis 2015 des dix premières entreprises du monde en termes de vente de produits de luxe.
Bien que les sociétés du groupe forment une société privée, le groupe a été partiellement ouvert au public, via la société associée New World Development (cotée depuis 1972) et sa filiale Chow Tai Fook Jewellery Group Limited (cotée depuis 2011). Au 31 décembre 2018, New World Development figurait au 47ème rang des sociétés de la Bourse de Hong Kong par la capitalisation boursière, qui s'élevait à 105 680 milliard de dollar de Hong Kong.

## Histoire

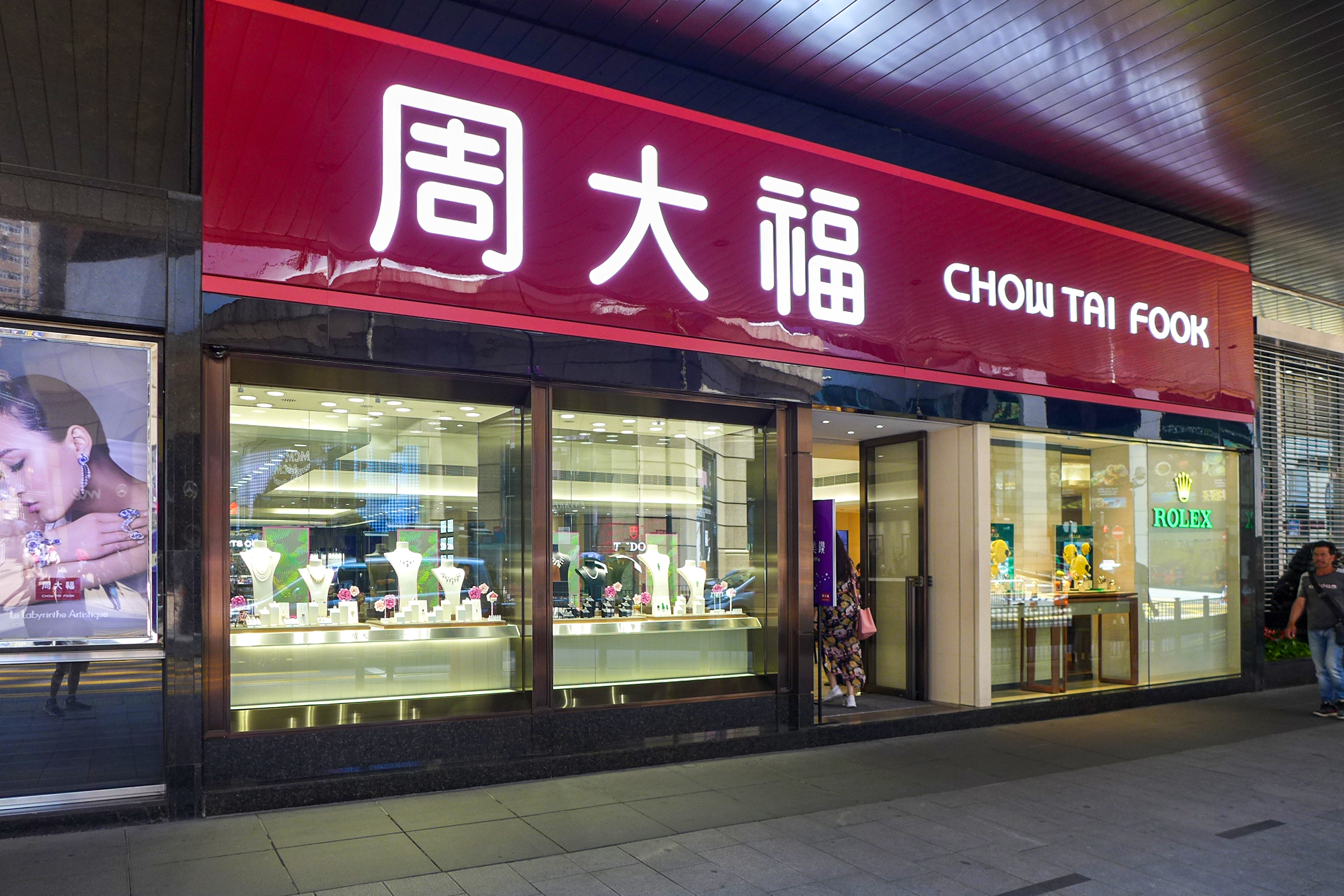
Boutique Chow Tai Fook à Hong Kong

Le groupe Chow Tai Fook commence en 1929 par la création de la bijouterie Chow Tai Fook par Chow Chi-Yuen à Guangzhou (Canton), en Chine. Le nom, « Grande bénédiction de la semaine » est un jeu de mots sur le patronyme du fondateur, Chow signifiant aussi « semaine ».
En 1940, le magasin transfère ses activités dans le comptoir portugais de Macau , puis au comptoir britannique de Hong Kong après la fin de la deuxième guerre sino-japonaise dans les années 1930 et la création de la république populaire de Chine en 1949.
En 1956, Cheng Yu-tung reprend l'entreprise  de son beau-père, Chow Chi-yuen. D'autres fils de M. Chow, tels que Stephen Chow Shue-tong 周樹堂 émigrent au Canada, après le déclenchement des émeutes de Hong Kong de 1967, comme un architecte. Stephen Chow participe à la création de la division immobilière du groupe Chow Tai Fook dans les années 1960. Adrian Cheng transforme le groupe en un empire diversifié, avec des intérêts dans la vente au détail de bijoux, l'immobilier, les hôtels, les transports, les services publics et d'autres activités.
Le groupe rentre en Chine continentale après les réformes du marché des années 1980, notamment à travers New World Department Store China et New World China Land.
Aujourd'hui, le capital de Chow Tai Fook est détenu par les descendants de Chow Chi-yuen et de son beau-frère, Cheng Yu-tung, avec notamment le président en exercice du groupe Henry Cheng, et son petit fils Adrian Cheng.

## Sièges d'entreprise
- Centre financier du Chow Tai Fook à Guangzhou
- Centre financier du Chow Tai Fook à Tianjin
- Centre financier Chow Tai Fook à Wuhan